# Dreamers’ Circus
Dreamers’ Circus – zespół grający nordycką muzykę ludową założony w 2009 roku. Zespół założyło trzech muzyków: Rune Tonsgaard Sørensen z Danii, z Wysp Owczych, Ale Carr ze Szwecji oraz Nikolaj Busk z Danii.

## Dyskografia
- Dreamers’ Circus (EP), GO' Folk (19 października 2010).
- A Little Symphony, GO' Folk (3 czerwca 2013).
- Second Movement, GO' Folk (2 kwietnia 2015).
- Rooftop Sessions, GO' Folk (23 października 2017) oraz Vertical Records (1 czerwca 2018).
- Blue White Gold, GO' Folk oraz Vertical Records (29 maja 2020).
- The Lost Swans (EP), GO' Folk oraz Vertical Records (8 kwietnia 2022).
- Langt ud' i Skoven, DR Korskolen oraz Dacapo Records (27 maja 2022).

## Nagrody
- DMA Folk 2013 w kategorii Album Roku za A Little Symphony[3].
- DMA Folk 2013 w kategorii Talent Roku[3].
- DMA Folk 2015 w kategorii Album Roku za Second Movement[4][5].
- DMA Folk 2015 w kategorii Kompozytor Roku dla Ale Carra za Second Movement[4][5].
- DMA Roots 2020 w kategorii Kompozytor Roku dla Ale Carra za Blue White Gold[6].
- DMA Roots 2020 w kategorii Utwór Roku za Blue White Gold[6].
- DMA Roots 2020 w kategorii Album Roku za Blue White Gold[7].
- Carl Prisen 2021 w kategorii Kompozytor Roku Korzenie za Blue White Gold[8].